# 屏厦路

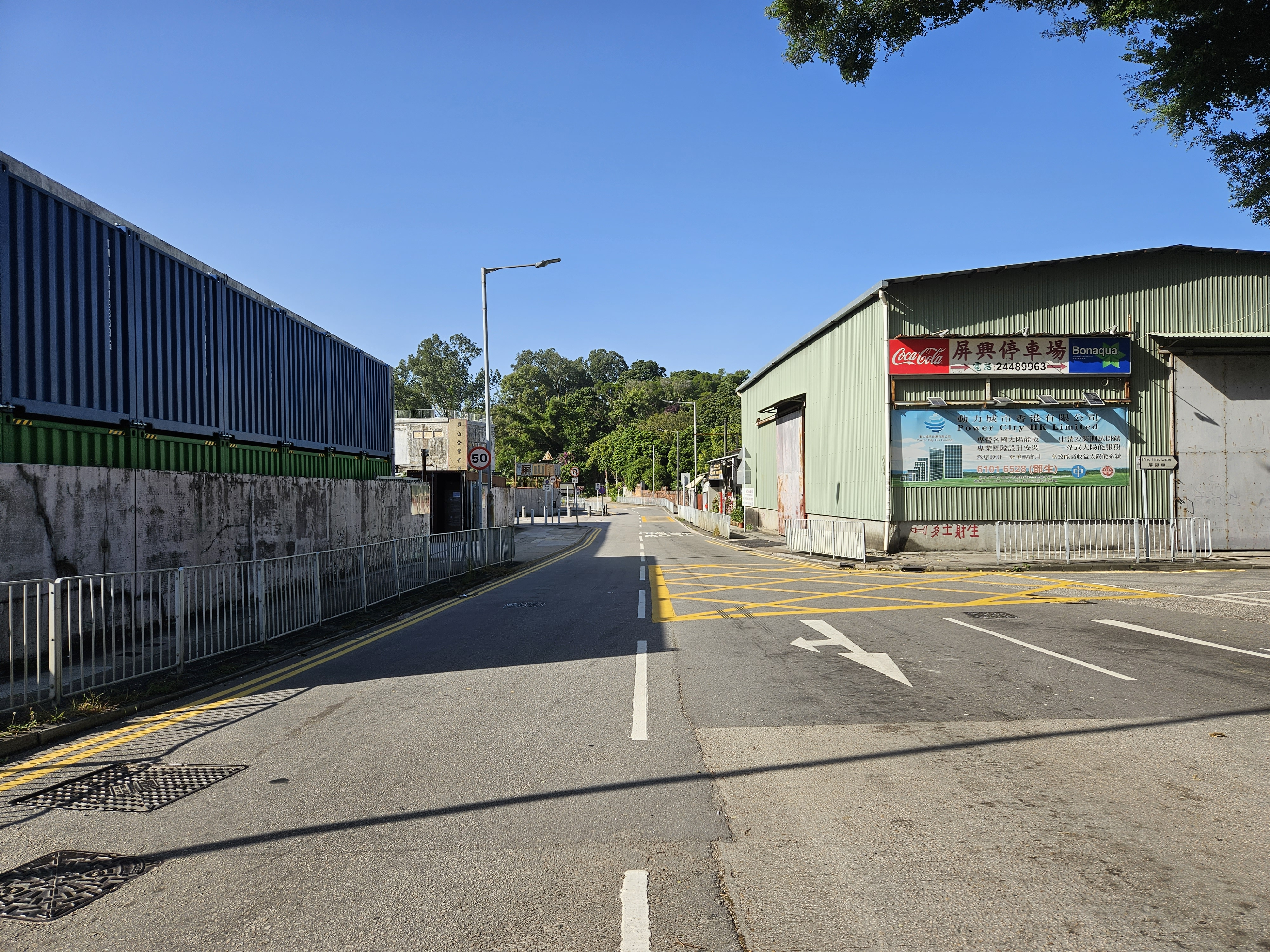
屏廈路近青山公路－屏山段

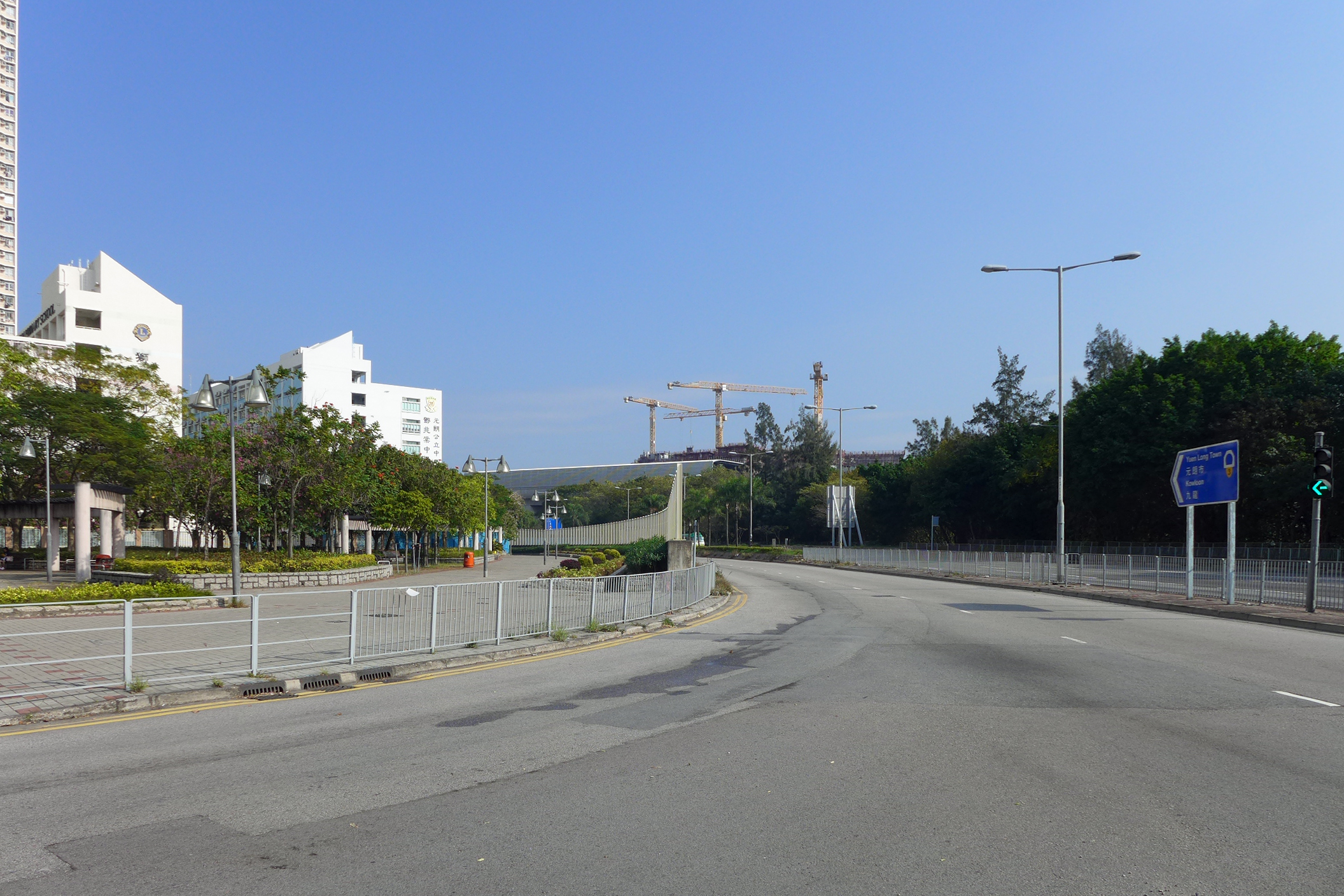
屏厦路近洪天路

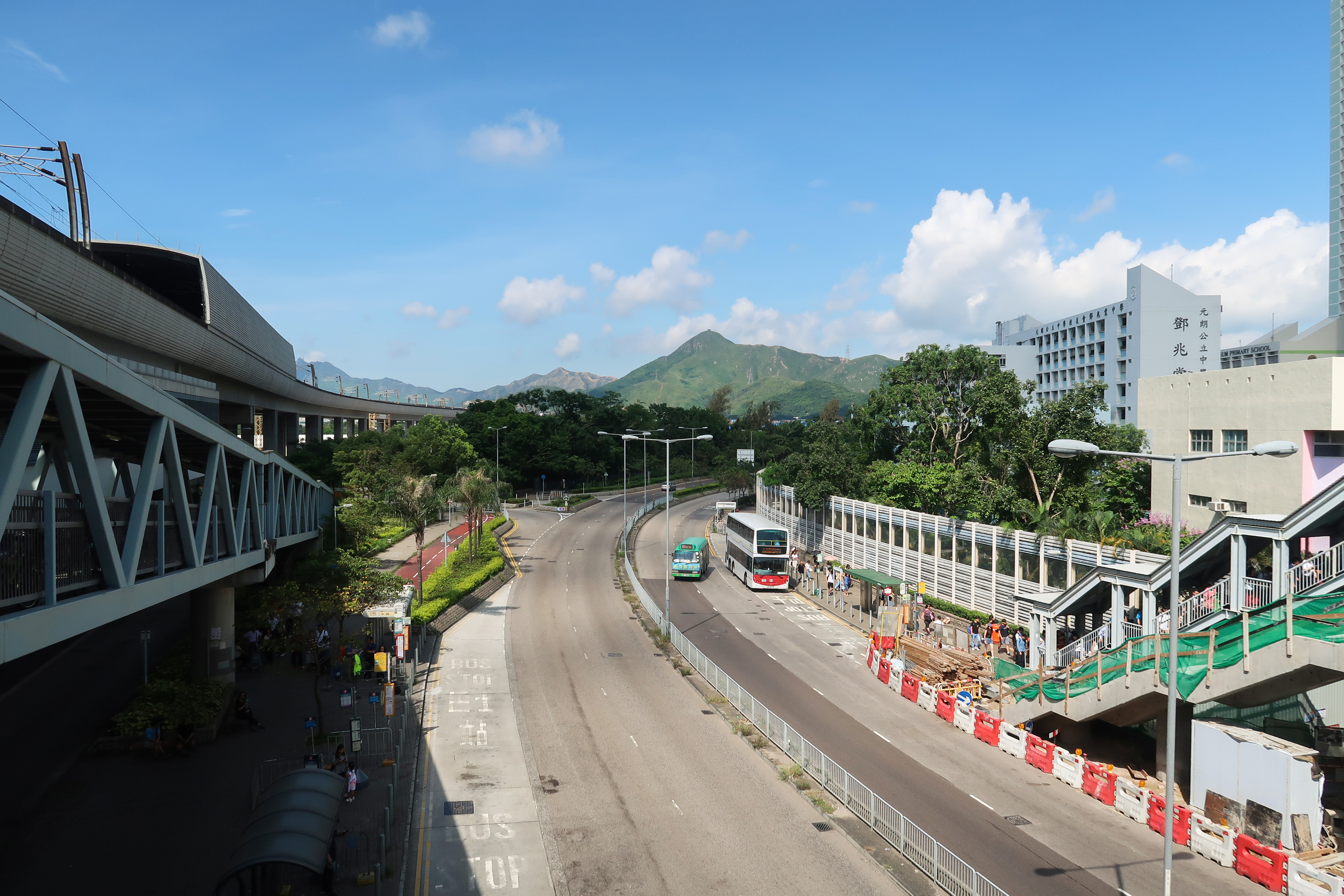
屏厦路近港鐵天水圍站

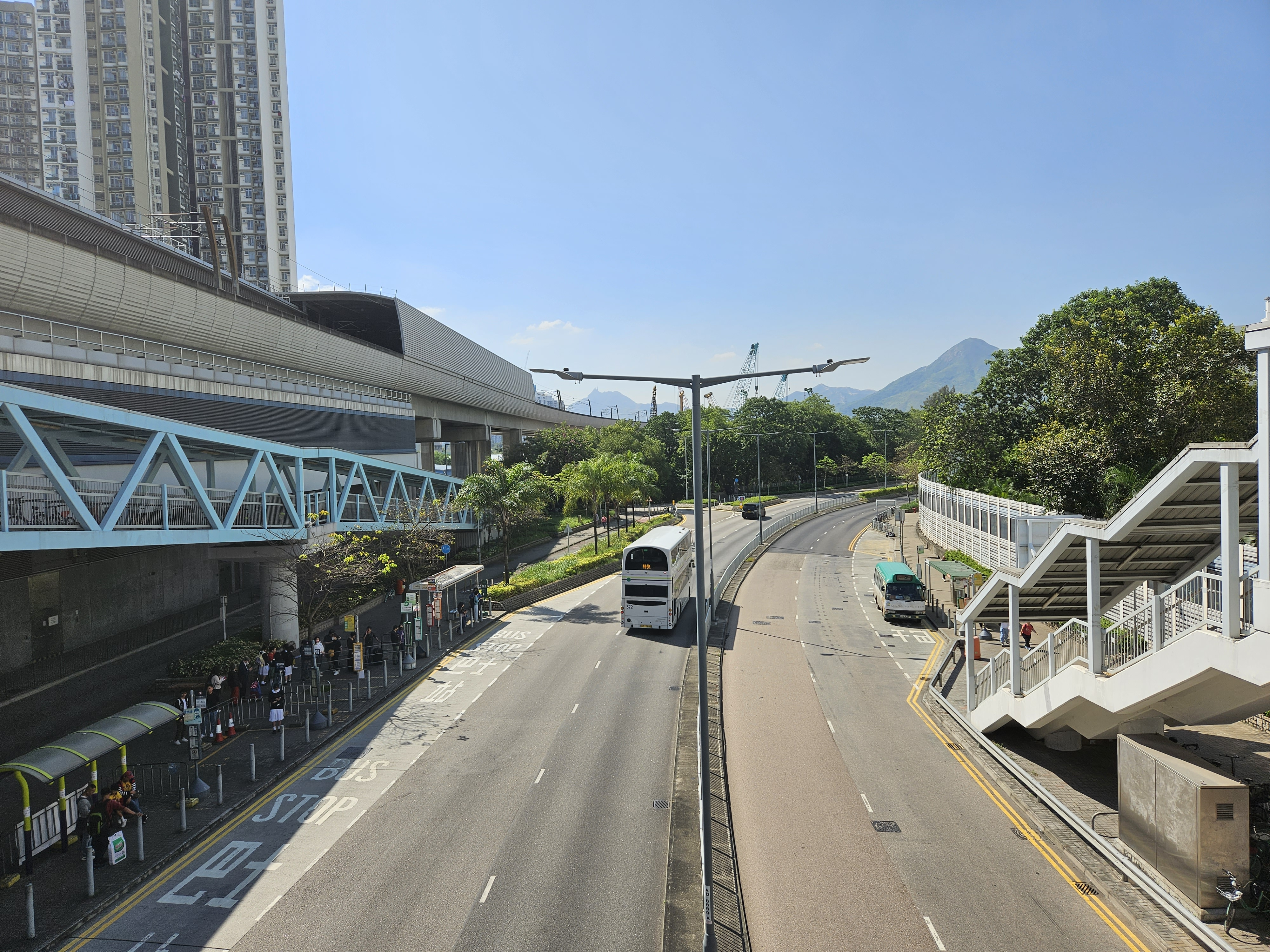
屏厦路近伊利沙伯中學舊生會小學分校

屏廈路（英語：Ping Ha Road），原名「屏厦道」，是香港新界元朗區的一條道路，途經屏山、沙洲里村、厦村、天水圍南等，是早期1930年代与青山公路同期落成的道路。
在1968年以前，屏廈路與流浮山道（Lau Fau Shan Road）及深灣路（Deep Bay Road）合稱海灣路（Deep Bay Road）。
此路之天福路與青山公路－屏山段的一段，前稱L9路、L11路，但L9路（橋旺街與天福路一段）及L11路（橋旺街與青山公路－屏山段一段）通車及命名日期已不可考。

## 歷史
在1950年代，駐港英軍為改善新界地區交通，先後興建林錦公路、粉錦公路、屏流公路及荃錦公路以利軍運。此路於1950年2月4日動工，並在1951年1月11日通車，起初只准軍事車輛和緊急車輛使用，未有許可證之民用車輛一律不得進入。

## 交匯道路
由於與本路的交匯道路頻多，因此本列表只列出已命名道路。
| 交匯道路名稱           | 距離（公里） | 備註                         |
| ---------------------- | ------------ | ---------------------------- |
| 青山公路－屏山段       | 0            | 起點                         |
| 屏興里                 | 0.04         |                              |
| 屏山南北路、屏山竹林路 | 0.10         |                              |
| 橋旺街                 | 0.63         |                              |
| 橋發街                 | 0.76         |                              |
| 聚星路                 | 0.93         | 左轉為天水圍站公共運輸交匯處 |
| 天耀路、天福路         | 1.07         |                              |
| 橋昌路                 | 1.30         | 只可於西行進出               |
| 天影路、洪天路         | 1.60         |                              |
| 石埗路                 | 1.78         |                              |
| 沙洲里路               | 1.84         |                              |
| 田廈路                 | 2.19         |                              |
| 廈尾路                 | 2.34         |                              |
| 新錫路                 | 2.54         |                              |
| 鳳降村路、流浮山道     | 3.86         | 終點                         |

## 途經交通
巴士53、276、K76及K65，以及專綫小巴33、34及35線途經屏廈路大部分路段，服務屏山、廈村及流浮山等地。

## 有關爭議

### 坑尾村段擴闊

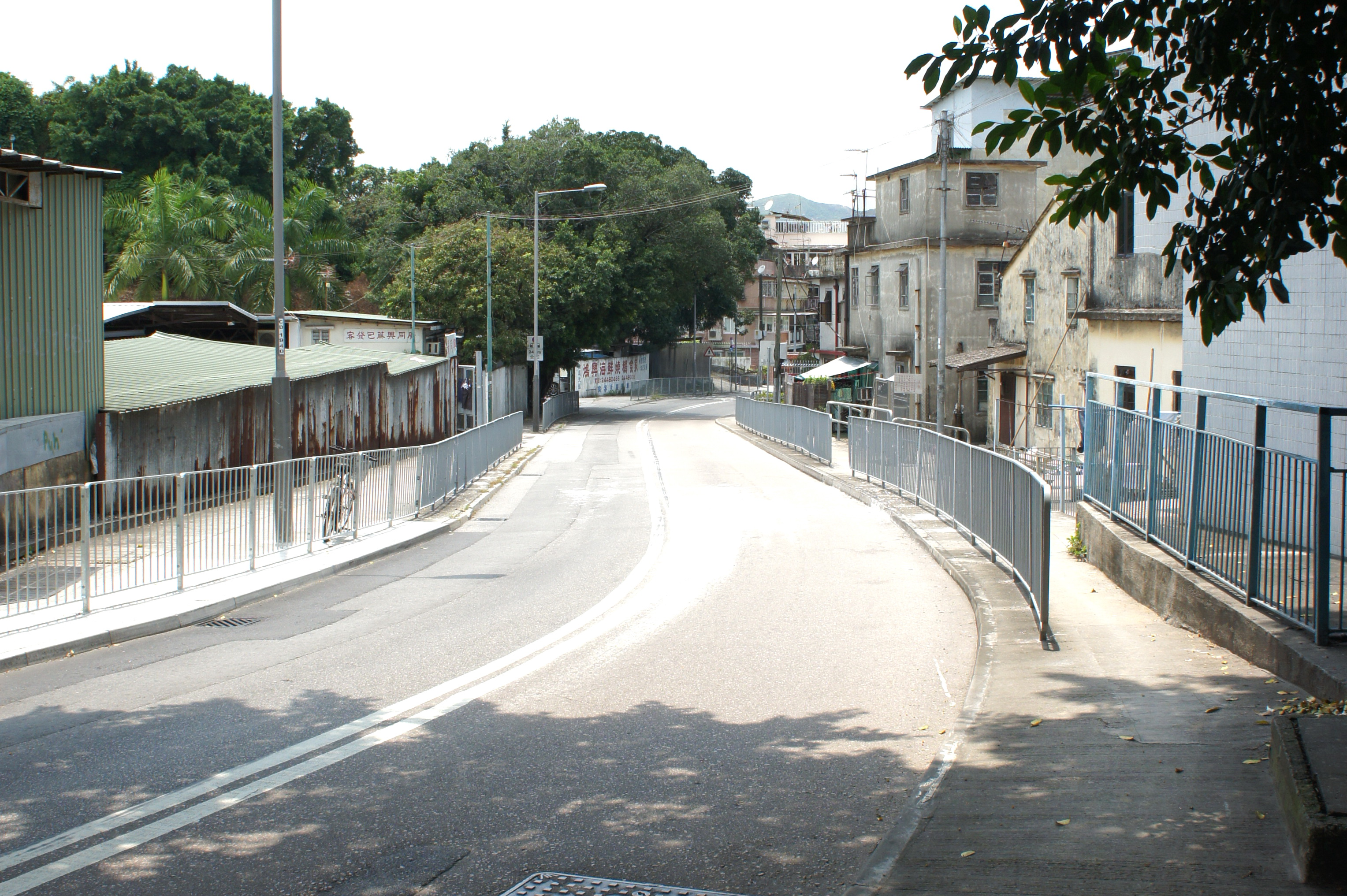
屏厦路近坑尾村段

元朗區議會曾於2005年3月4日動議，要求九鐵巴士K65線增加班次或改派雙層巴士行駛，並於2005年3月13日試行雙層巴士，當日元朗區議會交通及運輸委員會、九鐵巴士部及運輸署均有派代表到屏廈路近坑尾村的一段視察試行車情況，運輸署同意只需要將該彎位稍為拉直便可以安全地讓雙層巴士通過，及後透過屏山鄉鄉事委員會咨詢，由於有村民反對及有地主要求巨額補償，計劃最後無疾而終。

### 廈村段擴闊

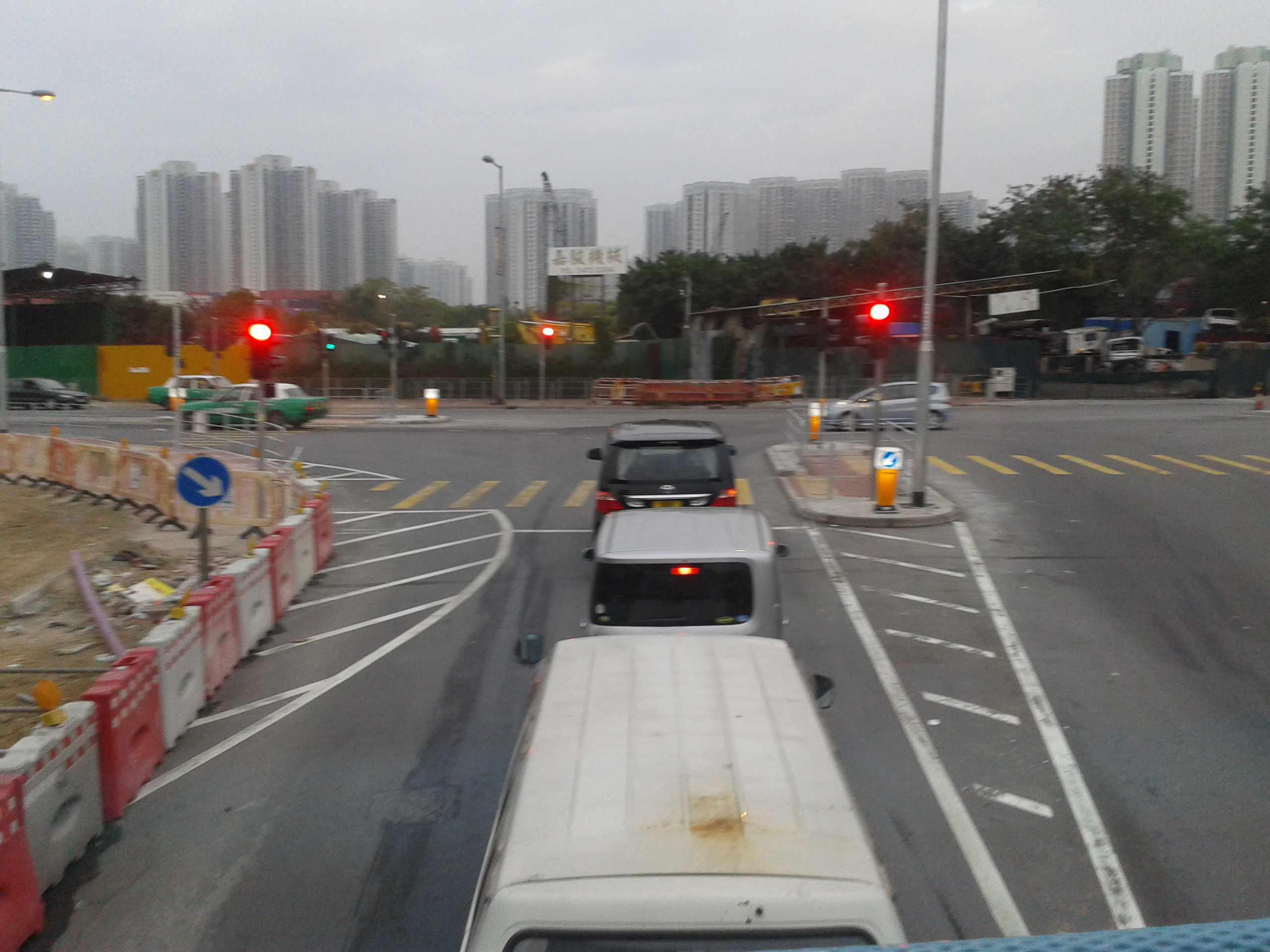
屏廈路廈村段擴闊工程情況，田廈路望入（2012年1月）

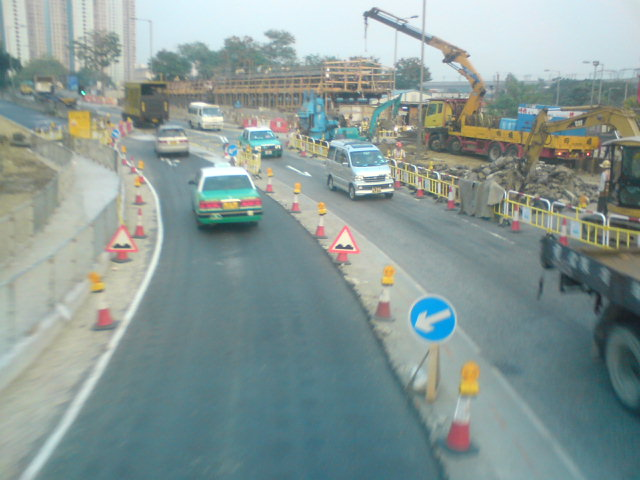
屏廈路廈村段擴闊工程現況，新屏廈路往元朗方向（2010年12月）

近廈村一段的屏廈路貨櫃場頗多，經常有大型貨櫃車駛經，但道路設計彎多路窄，加上不時有村民突然從行人路走出，橫過馬路，險象頻生。2009年初，運輸署批准把近廈村一段之屏廈路擴闊，土木工程拓展署批出工程合約，斥資1億元改善屏廈路，工程包括擴闊介乎沙洲里至洪天路／天影路的屏廈路，擴闊橫跨天水圍渠的行車橋、建造隔音屏障、擋土牆、行人徑、單車徑、渠務、水務及環境美化工程。，改善工程已於2012年中完成。
雖然如此，整體道路仍不算十分宽闊（除了近西鐵綫天水圍站一段已擴闊至4線或6線外），尤其是坑尾村一段，所以途經的巴士路线必须使用車身較短的型號，例如九龙巴士53线和港鐵巴士K65綫。不過隨著車身較短的型號正在退役， 港鐵巴士以及九巴在2017年試行11.3米雙層低地台巴士，隨著成功通過後，隨即派出11.3米的雙層低地台巴士行走這段較狹窄之屏廈路。

## 沿路主要地方
- 屯馬綫天水圍站
- 香港輕鐵坑尾村站和屏山站
- 屏山天水圍文化康樂大樓
- 屏欣苑
- 屏山文物径（包括聚星樓、屏山鄧氏宗祠和愈乔二公祠等）
- 上璋圍
- 廈村鄉